# Herbert Kretzmer
Herbert Kretzmer, OBE (* 5. Oktober 1925 in Kroonstad, Oranje-Freistaat, Südafrika; † 14. Oktober 2020 in London, Vereinigtes Königreich) war ein südafrikanischer Liedtexter und Songwriter, der für seine Arbeiten einen Tony und einen Grammy Award erhielt. Im Jahr 2013 war er zudem für einen Oscar nominiert.

## Leben
Herbert Kretzmers Eltern waren als zaristisch-russische Juden vor den Pogromen nach Südafrika geflohen und betrieben ein kleines Möbelgeschäft. Kretzmer besuchte die High School in Kroonstad und studierte später an der Rhodes-Universität in Grahamstown. Er war von 1961 bis 1973 mit Elisabeth Margaret Wilson verheiratet. Aus dieser Ehe entstammen eine Tochter und ein Sohn. Im Jahr 1988 heiratete er zum zweiten Mal. Er hat drei Brüder. 2011 wurde Kretzmer in den Rang des Officer of the Order of the British Empire (OBE) aufgenommen. Am 8. April 2011 erhielt er einen Ehrendoktortitel der Rhodes-Universität.

### Journalismus
Ab 1946 war er Journalist für eine Kinozeitschrift in Johannesburg, in der er wöchentlich über Filme schrieb. Von 1951 bis 1954 war er als Reporter für den Sunday Express tätig. Ab 1954 arbeitete er als Kolumnist in London, erst für den Daily Sketch und anschließend für den Sunday Dispatch bis 1961. In den Jahren 1962–1978 schrieb er Theaterkritiken für den Daily Express und von 1978 an verfasste Kretzmer Fernsehkritiken für die Daily Mail.

### Liedtexter
Im Jahr 1960 schrieb er die Liedtexte für einige britische Fernsehserien. Kretzmer gewann einen Ivor Novello Award mit dem Lied Goodness Gracious Me, das von Peter Sellers und Sophia Loren gesungen wurde. An dem Lied She, das von Charles Aznavour gesungen wurde und in Großbritannien für vier Wochen auf Platz eins war, schrieb Kretzmer mit. Dieses Lied wurde in mehreren Filmen wie Notting Hill, Alle lieben Oscar, Love and Other Disasters und dem spanischen Drama Tagebuch einer Nymphomanin verwendet.
Für seine Songs in dem Musical Les Misérables erhielt Kretzmer einen Tony Award im Jahr 1987 und ein Jahr später einen Grammy. Für die Verfilmung des Musicals arbeitete Kretzmer wieder an den Liedtexten, die unter anderem von Hugh Jackman gesungen wurden, mit. Für seine Arbeit wurde er gemeinsam mit Claude-Michel Schönberg und Alain Boublil für einen Oscar nominiert.

## Filmografie
- 1959: Die tödliche Falle (Blind Date)
- 1960: Zu heiß zum Anfassen (Too Hot to Handle)
- 1962–1965: Mit Schirm, Charme und Melone (The Avengers, Fernsehserie)
- 1975: Straßen der Nacht (Hustle)
- 1978: Die Muppet Show (The Muppet Show, Fernsehserie)
- 1999: Notting Hill
- 2000: Alle lieben Oscar (Tadpole)
- 2004: The Life and Death of Peter Sellers
- 2006: Kaltes Blut – Auf den Spuren von Truman Capote (Infamous)
- 2006: Love and Other Disasters
- 2009–2010: Glee (Fernsehserie)
- 2010–2012: Saturday Night Live (Fernsehserie)
- 2012: Les Misérables
- 2012: Immer Ärger mit 40 (This Is 40)

## Ehrungen und Auszeichnungen
- 1969: ASCAP-Award für Yesterday When I was Young
- 1987: Tony Award mit Claude-Michel Schönberg in der Kategorie Beste Originalmusik für Les Misérables
- 1988: Grammy Award mit Claude-Michel Schönberg und Alain Boublil in der Kategorie Musical Show für Les Misérables
- 2012: Satellite Award in der Kategorie Bester Filmsong für Les Misérables
- 2013: Oscar-Nominierung in der Kategorie Bester Filmsong für Les Misérables